# Odontophora tenuicaudata
Odontophora tenuicaudata är en rundmaskart. Odontophora tenuicaudata ingår i släktet Odontophora, och familjen Axonolaimidae. Arten är reproducerande i Sverige.